# گرنبوچیتسه
گرنبوچیتسه (به لهستانی:  Grębocice) یک روستا در لهستان است که در گمینا گرنبوچیتسه واقع شده‌است. گرنبوچیتسه ۱٬۵۰۰ نفر جمعیت دارد و ۸۷ متر بالاتر از سطح دریا واقع شده‌است.